# Самый полезный игрок сезона КХЛ
Приз «Самый полезный игрок» — трофей, который ежегодно вручается хоккеисту Континентальной хоккейной лиги, ставшему лучшим среди всех игроков лиги по показателю полезности (по системе плюс/минус) в регулярном чемпионате КХЛ. При определении победителям статистика в матчах плей-офф Кубка Гагарина не учитывается. Первый приз был вручён по итогам сезона 2009/10.

## Победители

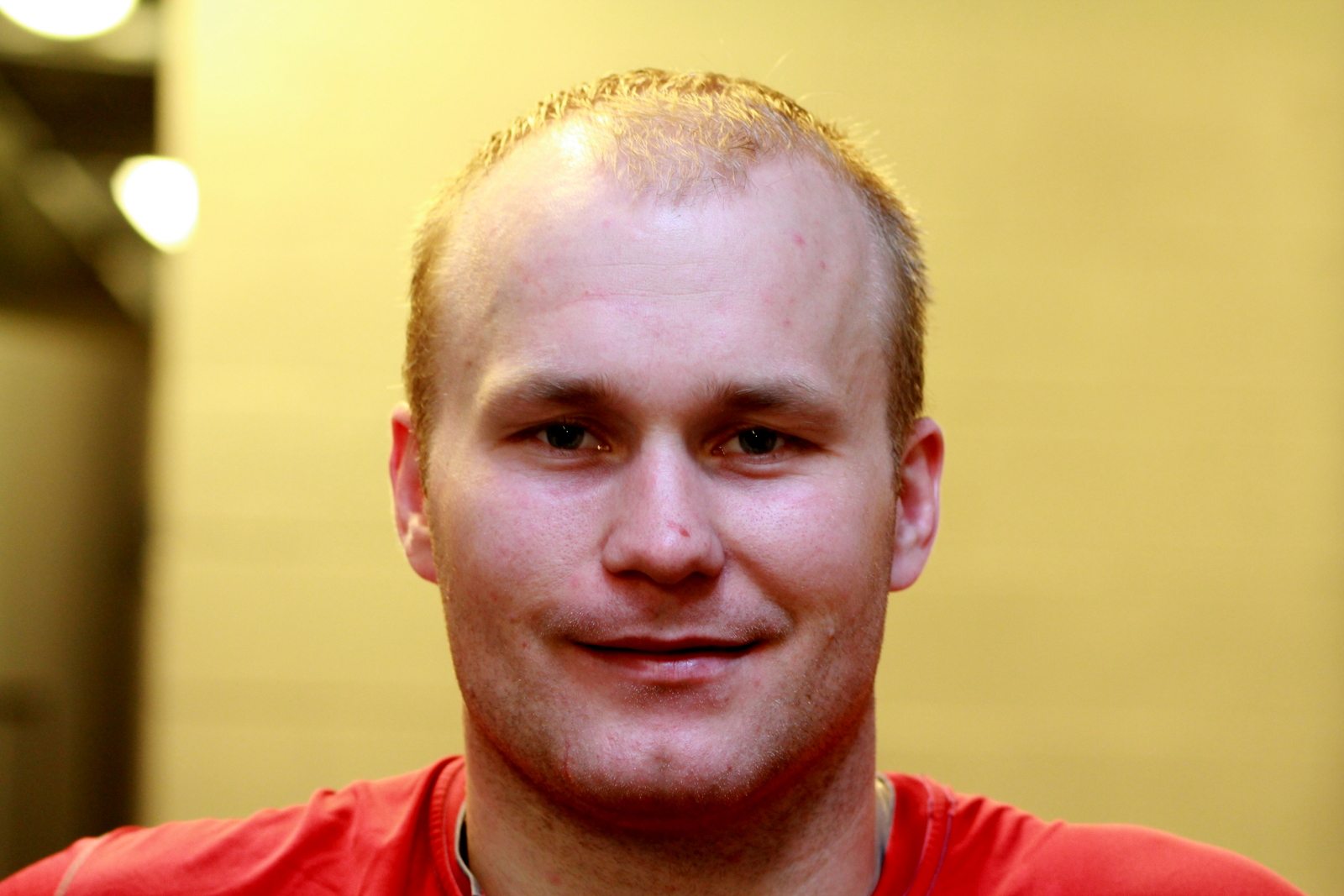
Патрик Торесен — первый в истории КХЛ обладатель приза Самому полезному игроку

Обладателями приза «Самому полезному игроку» становились 12 хоккеистов – четыре защитника и восемь нападающих. Шесть раз наивысший показатель полезности был у российских игроков, по одному разу победителями становились норвежец, швед, финн, чех, канадец и американец.
При этом пока ещё ни один из игроков не смог стать обладателем приза более одного раза. Рекордный показатель плюс/минус был зафиксирован у Владислава Гаврикова в сезоне 2018/19 (+48).
| Сезон   | Игрок                     | Команда                  | +/-              |
| ------- | ------------------------- | ------------------------ | ---------------- |
| 2021/22 | Артём Минулин (защ.)      | Металлург (Магнитогорск) | +22              |
| 2020/21 | Брайан О'Нилл [en] (нап.) | Йокерит (Хельсинки)      | +30              |
| 2019/20 | Приз не вручался          | Приз не вручался         | Приз не вручался |
| 2018/19 | Владислав Гавриков (защ.) | СКА (Санкт-Петербург)    | +48              |
| 2017/18 | Максим Шалунов (нап.)     | ЦСКА (Москва)            | +28              |
| 2016/17 | Антон Белов (защ.)        | СКА (Санкт-Петербург)    | +34              |
| 2015/16 | Мэт Робинсон (защ.)       | Динамо (Москва)          | +31              |
| 2014/15 | Александр Радулов (нап.)  | ЦСКА (Москва)            | +37              |
| 2013/14 | Ян Коварж (нап.)          | Металлург (Магнитогорск) | +46              |
| 2012/13 | Йонас Энлунд (нап.)       | Сибирь (Новосибирск)     | +27              |
| 2011/12 | Тони Мортенссон (нап.)    | СКА (Санкт-Петербург)    | +35              |
| 2010/11 | Алексей Морозов (нап.)    | Ак Барс (Казань)         | +27              |
| 2009/10 | Патрик Торесен (нап.)     | Салават Юлаев (Уфа)      | +45              |

Примечания:
- защ. – защитник, нап. – нападающий.
- в сезоне 2008/09 приз не вручался. Наивысший показатель полезности был у нападающего «Салавата Юлаева» Алексея Терещенко (+41)[14].
- в сезоне 2010/11 одинаковый результат показали Алексей Морозов из «Ак Барса» и Александр Радулов из «Салавата Юлаева»(по +27). Обладателем приза стал Морозов, потому что он провёл меньшее количество игр[15].
- в сезоне 2012/13 одинаковый результат показали Йонас Энлунд из «Сибири» и Кевин Даллмэн из СКА (по +27). Обладателем приза стал Энлунд, потому что он провёл меньшее количество игр[16].
- в сезоне 2017/18 одинаковый результат показали два игрока ЦСКА – Максим Шалунов и Сергей Шумаков (по +28). Обладателем приза стал Шалунов, потому что он провёл меньшее количество игр[17].
- сезон 2019/20 был завершён досрочно из-за пандемии коронавируса[18], приз не вручался, наивысший показатель полезности был у Артёма Зуба из СКА (57 игр, +35) и Мэта Робинсона из ЦСКА (58 игр, +35)[19].